# Nick Lodolo
Nicholas Frank Lodolo (La Verne, California, 5 de febrero de 1998), más conocido como Nick Lodolo, es un jugador profesional estadounidense de béisbol que se desempeña en la posición de lanzador en Cincinnati Reds, equipo de las Grandes Ligas de Béisbol (MLB).

## Carrera
En 2022, Lodolo hizo su debut en la MLB con el equipo Cincinnati Reds, donde lleva jugando tres temporadas.